# Tetragoneura boucheti
Tetragoneura boucheti är en tvåvingeart som beskrevs av Loïc Matile 1993. Tetragoneura boucheti ingår i släktet Tetragoneura och familjen svampmyggor.
Artens utbredningsområde är Nya Kaledonien. Inga underarter finns listade i Catalogue of Life.